# Аскаров, Бехруз
Бехруз Аскаров (узб. Behruz Asqarov; род. 8 марта 2003) — узбекистанский футболист, полузащитник клуба «Пахтакор» и сборной Узбекистана до 23 лет, Выступает за ташкентский клуб «Пахтакор».

## Клубная карьера
Профессиональную карьеру начал в 2022 году в составе клуба «Пахтакор». 18 октября 2022 года в матче против клуба «Коканд 1912» дебютировал в чемпионете Узбекистана.
В феврале 2024 года на правах аренды перешёл в казахстанский клуб «Туран».

## Карьера в сборной
11 июня 2023 года дебютировал за сборную Узбекистана до 23 лет в матче против сборной Кыргызстана до 23 лет (1:0).

## Достижения
«Пахтакор»
- Чемпион Узбекистана (2): 2023, 2024

Узбекистан (до 20)
- Обладатель Кубка Азии (до 20): 2023[англ.]

## Клубная статистика
| Игровая карьера | Игровая карьера | Игровая карьера | Лига | Лига | Кубки | Кубки | Межд. | Межд. | Др. | Др. |
| --------------- | --------------- | --------------- | ---- | ---- | ----- | ----- | ----- | ----- | --- | --- |
| 2022            | Пахтакор        | А               | 2    | 0    | —     | —     | —     | —     | —   | —   |
| 2023            | Пахтакор        | А               | 10   | 0    | —     | —     | 4     | 0     | —   | —   |
| 2024            | Пахтакор        | А               | 17   | 1    | 4     | 0     | 2     | 0     | —   | —   |
| 2025            | Туран           | А               | —    | —    | —     | —     | —     | —     | —   | —   |